# Vallon-en-Sully
Pour les articles homonymes, voir Vallon (homonymie) et Sully.
Vallon-en-Sully est une commune française, située dans le département de l'Allier en région Auvergne-Rhône-Alpes.

## Géographie

### Localisation
Vallon-en-Sully s'étend sur les deux rives du Cher. La rive gauche du village est communément appelée "le Bourg", alors que "la Grave" représente la rive droite du village.
Située à 24 km de Montluçon, 26 km de Saint-Amand-Montrond, 63 km de Moulins, 73 km de Bourges, 75 km de Nevers, 91 km de Vichy, 99 km de Châteauroux, 113 km de Clermont-Ferrand, 306 km de Paris.
| Épineuil-le-Fleuriel | Meaulne-Vitray  | Le Brethon  |
| Saint-Vitte          | Vallon-en-Sully | Hérisson    |
| Chazemais            | Nassigny        | Haut-Bocage |

### Géologie et relief
Vallon-en-Sully possède un territoire assez vaste, en effet, celui-ci recouvre 3 802 ha, ce qui la classe parmi les 10% des communes les plus étendues de France.
L'altitude sur la commune varie entre 167 m et 280 m, les points bas se retrouvent au niveau des vallées du Cher et de l'Aumance, tandis que les points hauts se situent de part et d'autre de l'Aumance, ainsi que dans le sud de la commune.

### Hydrographie
Vallon-en-Sully est arrosé principalement par le Cher et l'Aumance. La commune est aussi traversée par le canal de Berry.

### Voies de communication et transports

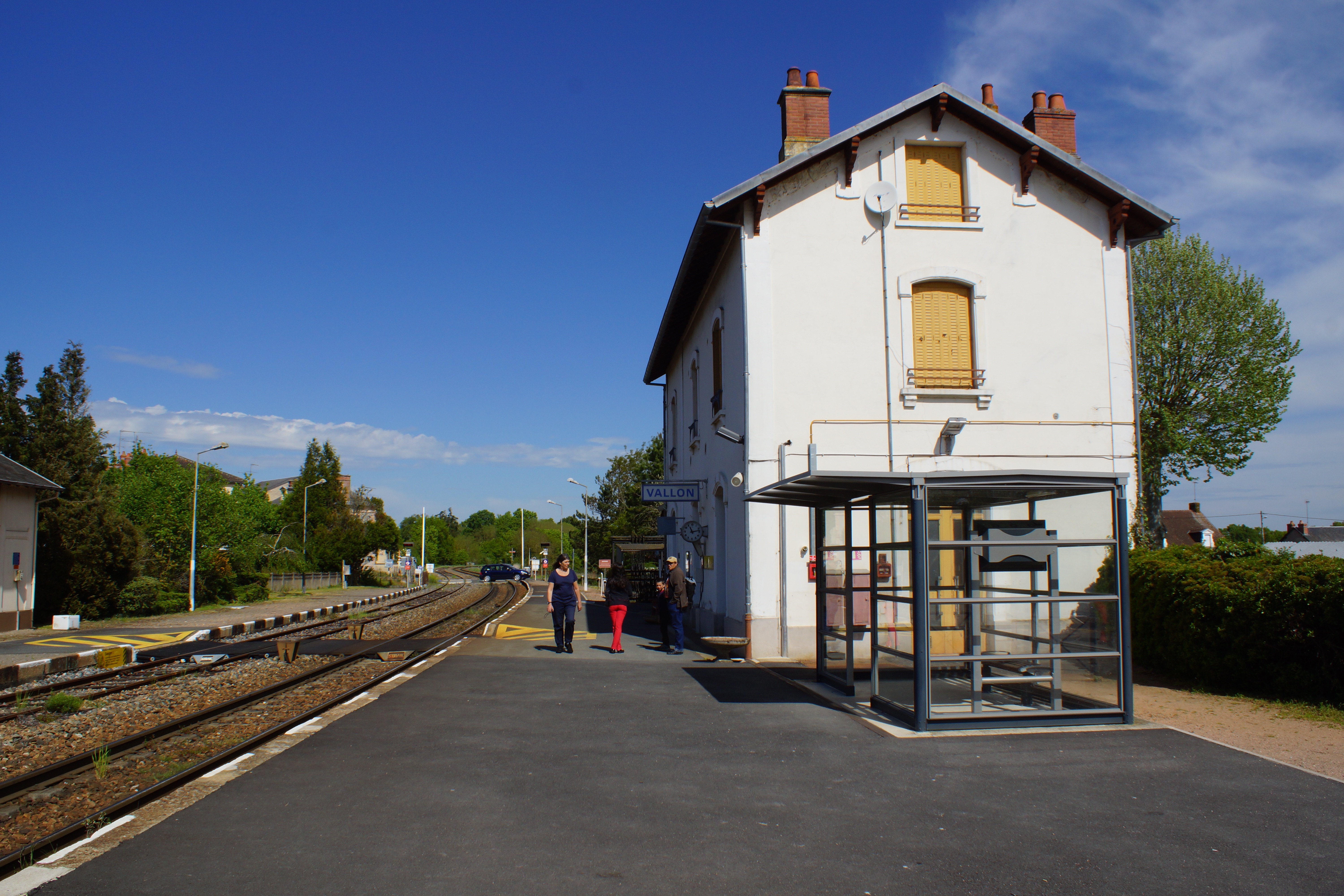
Gare de Vallon-en-Sully, direction Paris.

Depuis 1991, l'autoroute A71 traverse la commune ; elle permet désormais de la relier à Paris en 2 h 40, à Clermont-Ferrand en 1 h 10. Une sortie est située sur la commune. Vallon-en-Sully est aussi traversée par la route départementale 2144 (anciennement route nationale 144), axe nord-sud reliant Bourges à Riom.
La voie ferrée reliant Montluçon à Bourges qui traverse la commune dispose de la gare de Vallon-en-Sully desservie par des trains TER et intercités. Paris est à 3 h 15 par ce biais.
Vallon était desservie également par le canal de Berry fermé depuis 1955. On peut néanmoins y louer des bateaux électriques à l'heure.

### Climat
Pour des articles plus généraux, voir Climat d'Auvergne-Rhône-Alpes et Climat de l'Allier.
En 2010, le climat de la commune est de type climat océanique dégradé des plaines du Centre et du Nord, selon une étude du CNRS s'appuyant sur une série de données couvrant la période 1971-2000. En 2020, Météo-France publie une typologie des climats de la France métropolitaine dans laquelle la commune est dans une zone de transition entre le climat océanique altéré et le climat de montagne ou de marges de montagne et est dans la région climatique Ouest et nord-ouest du Massif Central, caractérisée par une pluviométrie annuelle de 900 à 1 500 mm, maximale en automne et en hiver.
Pour la période 1971-2000, la température annuelle moyenne est de 11,7 °C, avec une amplitude thermique annuelle de 15,8 °C. Le cumul annuel moyen de précipitations est de 722 mm, avec 10 jours de précipitations en janvier et 7,5 jours en juillet. Pour la période 1991-2020, la température moyenne annuelle observée sur la station météorologique de Météo-France la plus proche, « Tortezais_sapc », sur la commune de Tortezais à 21 km à vol d'oiseau, est de 11,6 °C et le cumul annuel moyen de précipitations est de 757,2 mm,. Pour l'avenir, les paramètres climatiques de la commune estimés pour 2050 selon différents scénarios d'émission de gaz à effet de serre sont consultables sur un site dédié publié par Météo-France en novembre 2022.

## Urbanisme

### Typologie
Au 1er janvier 2024, Vallon-en-Sully est catégorisée bourg rural, selon la nouvelle grille communale de densité à 7 niveaux définie par l'Insee en 2022.
Elle est située hors unité urbaine. Par ailleurs la commune fait partie de l'aire d'attraction de Montluçon, dont elle est une commune de la couronne,. Cette aire, qui regroupe 58 communes, est catégorisée dans les aires de 50 000 à moins de 200 000 habitants,.

### Occupation des sols

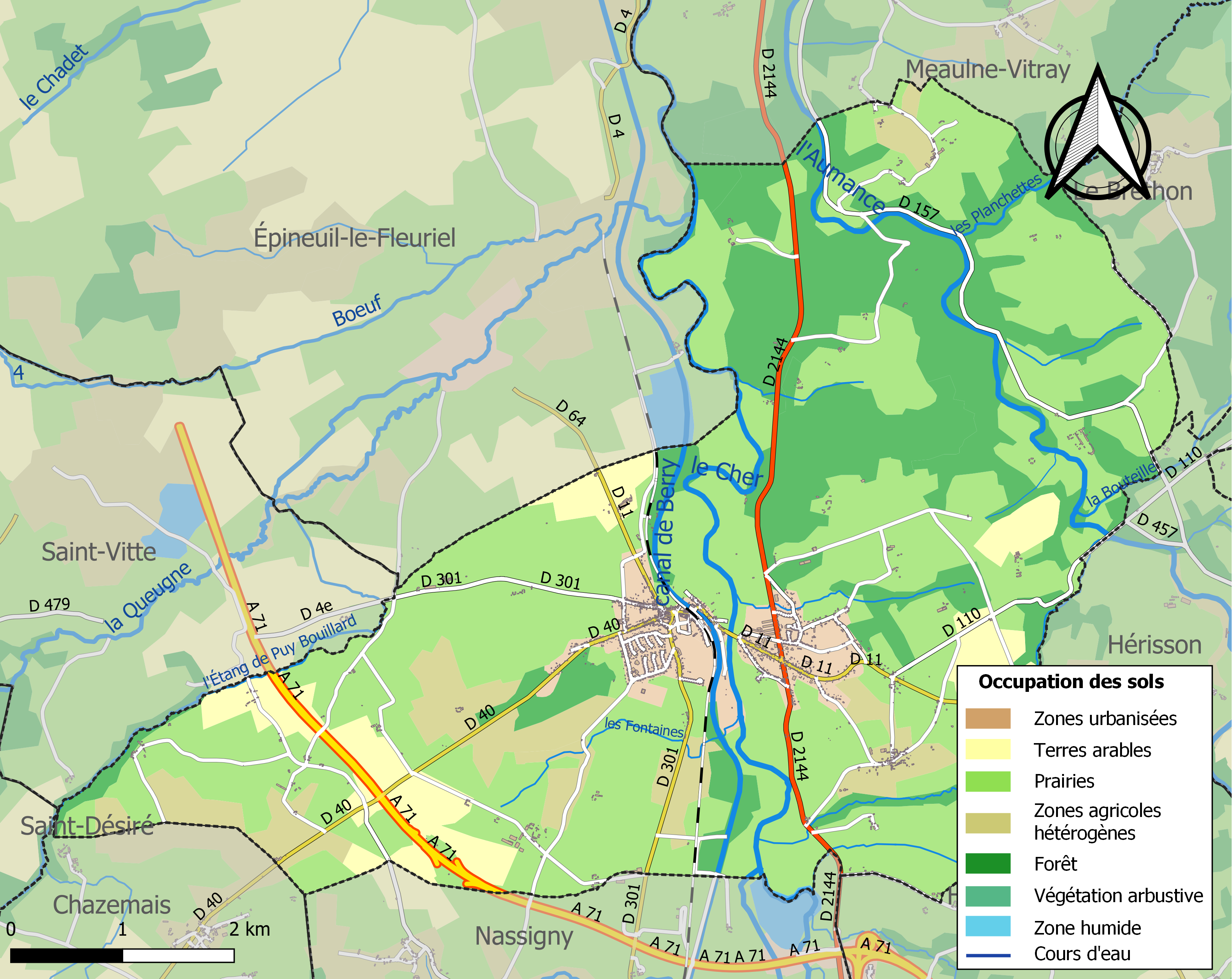
Carte des infrastructures et de l'occupation des sols de la commune en 2018 (CLC).

L'occupation des sols de la commune, telle qu'elle ressort de la base de données européenne d’occupation biophysique des sols Corine Land Cover (CLC), est marquée par l'importance des territoires agricoles (70,2 % en 2018), en diminution par rapport à 1990 (71,3 %). La répartition détaillée en 2018 est la suivante : 
prairies (55,8 %), forêts (25 %), zones agricoles hétérogènes (7,6 %), terres arables (6,7 %), zones urbanisées (4 %), espaces verts artificialisés, non agricoles (0,7 %), eaux continentales (0,1 %).
L'IGN met par ailleurs à disposition un outil en ligne permettant de comparer l’évolution dans le temps de l’occupation des sols de la commune (ou de territoires à des échelles différentes). Plusieurs époques sont accessibles sous forme de cartes ou photos aériennes : la carte de Cassini (XVIIIe siècle), la carte d'état-major (1820-1866) et la période actuelle (1950 à aujourd'hui).

## Histoire

### Préhistoire
On retrouve des traces de présence humaine dans la région dès le Paléolithique. Un silex préssignien (débitage de type Levallois) a ainsi été découvert le long du Cher à Vallon-en-Sully, attestant d'une présence au Néolithique sur la commune.

### Antiquité
Vallon-en-Sully faisait partie du territoire du peuple gaulois des Bituriges Cubes, qui s'étendait sur la partie ouest de l'Allier ainsi que dans les départements du Cher et de l'Indre. Ce qui devait être une des principales agglomérations bituriges se trouve ainsi dans la commune voisine de Hérisson, il s'agit de l'oppidum de Cordes-Châteloi. D'une surface dépassant 60ha, il est un des plus grands oppida bituriges retrouvé à l'heure actuelle.
Vallon se retrouve ensuite sur le tracé d'un grande artère romaine reliant Lyon à Poitiers.

### Révolution française et Empire
Entre 1790 et 1794, Vallon-en-Sully absorbe la commune voisine des Prugnes.

## Toponymie
Le mot Vallon provient du gaulois avallo signifiant «pomme» et du suffixe -one, ce qui a dû signifier «pommeraie». Le mot Sully fait référence au fait que Vallon faisait partie des possessions de Sully dans le centre de la France.

## Politique et administration

### Rattachements administratifs et électoraux

Situation du canton d'Huriel dans le département de l'Allier.

D'un point de vue administratif, Vallon-en-Sully fait partie de l'arrondissement de Montluçon, dans l'Allier, en région Auvergne-Rhône-Alpes. La commune est limitrophe du département du Cher, dans la région Centre-Val de Loire. Elle faisait partie du canton de Hérisson jusqu'en mars 2015, puis a été rattachée au canton d'Huriel à la suite du redécoupage cantonal de 2014. Elle est membre de la communauté de communes du Val de Cher et en est la commune la plus peuplée.
D'un point de vue électoral, Vallon-en-Sully fait partie de la deuxième circonscription de l'Allier.

### Tendances politiques et résultats
Aux élections municipales de 2014, le premier tour n'a pas désigné d'élu dans l'immédiat. Jacques Jonin est élu au second tour. Il acquiert 15 des 19 sièges au conseil municipal dont 4 des 5 au conseil communautaire. Mohammed Kemih, battu, acquiert les sièges restants. Le taux de participation est de 76,56 %.

### Liste des maires
| Période                                  | Période                       | Identité        | Étiquette | Qualité                          |
| ---------------------------------------- | ----------------------------- | --------------- | --------- | -------------------------------- |
| Les données manquantes sont à compléter. |                               |                 |           |                                  |
| avant 1981                               |                               | Émile Binon     | PS        |                                  |
| mars 1983                                | mars 2001                     | Marius Audras   |           |                                  |
| mars 2001                                | mars 2008                     | Gabriel Rambaud |           |                                  |
| mars 2008                                | avril 2014                    | Mohammed Kemih  | DVG       |                                  |
| avril 2014                               | mars 2016                     | Jacques Jonin   | DVD       | Retraité de la fonction publique |
| 8 avril 2016 (réélu en 2020)             | En cours (au 19 juillet 2022) | Mohammed Kemih  | DVG       | Retraité clerc de notaire        |

### Jumelages
Au 4 mars 2020, Vallon-en-Sully n'est jumelée avec aucune autre ville.

## Population et société

### Démographie
Les habitants de la commune sont appelés les Vallonnais et les Vallonnaises.
L'évolution du nombre d'habitants est connue à travers les recensements de la population effectués dans la commune depuis 1793. Pour les communes de moins de 10 000 habitants, une enquête de recensement portant sur toute la population est réalisée tous les cinq ans, les populations de référence des années intermédiaires étant quant à elles estimées par interpolation ou extrapolation. Pour la commune, le premier recensement exhaustif entrant dans le cadre du nouveau dispositif a été réalisé en 2006.

En 2022, la commune comptait 1 468 habitants, en évolution de −6,97 % par rapport à 2016 (Allier : −1,38 %, France hors Mayotte : +2,11 %).
| 1793 | 1800 | 1806 | 1821 | 1831 | 1836 | 1841  | 1846  | 1851  |
| ---- | ---- | ---- | ---- | ---- | ---- | ----- | ----- | ----- |
| 940  | 823  | 880  | 922  | 993  | 979  | 1 003 | 1 022 | 1 049 |

| 1856  | 1861  | 1866  | 1872  | 1876  | 1881  | 1886  | 1891  | 1896  |
| ----- | ----- | ----- | ----- | ----- | ----- | ----- | ----- | ----- |
| 1 097 | 1 299 | 1 318 | 1 394 | 1 515 | 1 608 | 1 682 | 1 694 | 1 724 |

| 1901  | 1906  | 1911  | 1921  | 1926  | 1931  | 1936  | 1946  | 1954  |
| ----- | ----- | ----- | ----- | ----- | ----- | ----- | ----- | ----- |
| 1 707 | 1 831 | 1 747 | 1 534 | 1 615 | 1 627 | 1 507 | 1 529 | 1 572 |

| 1962  | 1968  | 1975  | 1982  | 1990  | 1999  | 2006  | 2011  | 2016  |
| ----- | ----- | ----- | ----- | ----- | ----- | ----- | ----- | ----- |
| 1 745 | 1 734 | 1 677 | 1 775 | 1 809 | 1 712 | 1 728 | 1 656 | 1 578 |

| 2021  | 2022  | - | - | - | - | - | - | - |
| ----- | ----- | - | - | - | - | - | - | - |
| 1 491 | 1 468 | - | - | - | - | - | - | - |

### Enseignement
Vallon-en-Sully fait partie de l'académie de Clermont-Ferrand (zone A).
L'enseignement de la maternelle à la classe de 3e y est dispensé grâce à une école maternelle d'une capacité de 35 élèves, une école primaire de 91 élèves, et le collège Alain Fournier, accueillant 256 élèves de Vallon et des communes avoisinantes. Un restaurant scolaire ainsi qu'une garderie périscolaire accompagnent ces établissements.
Aucun lycée ne se trouve sur la commune, les plus proches se situent à une vingtaine de km à Saint-Amand-Montrond et Montluçon.

### Santé
La commune accueille un médecin généraliste, un dentiste, ainsi que plusieurs kinésithérapeutes et infirmiers. On y trouve aussi une pharmacie et un opticien. La commune dispose d'un EHPAD situé dans le parc municipal d'une capacité de 71 places.
Les centres hospitaliers avoisinant Vallon-en-Sully sont ceux de Montluçon et de Saint-Amand-Montrond. On y trouve aussi la majorité des médecins spécialistes les plus proches.

### Sports

#### Clubs et associations sportives
Des sports sont pratiqués sur la commune.
- football avec l’USV comptabilisant près de 250 licenciés avec 3 équipes adultes évoluant respectivement au 1er niveau départemental (D1), D3 et D5. L'école de foot comptabilise quant à elle 7 équipes junior de U7 à U18,
- pétanque,
- cyclisme,
- danse,
- tennis de table,
- aïkido,
- pêche.
- tennis commun avec les villages voisins de Chazemais et Huriel (VHC Tennis) avec 3 équipes adulte avec classement allant jusqu'à 15/3.
- L'amicale laïque de Vallon-en-Sully (divers sports collectifs et individuels, badminton, handball, futsal, escalade)[43].

#### Équipements
La commune dispose d'un complexe sportif muni de deux terrains de football, de deux terrains de tennis et d'un dojo. Elle possède aussi un gymnase, un terrain multisports et un terrain de pétanque. Des pistes d'athlétismes, terrains de Basketball et de Handball sont aussi présents au sein des établissements scolaires de Vallon.
Un parcours sportif est inauguré en 2020 dans le parc municipal.

#### Événements
Le Tour de France cycliste de 2001 passe par la commune (Contre la Montre Montluçon - Saint-Amand-Montrond remporté par L. Armstrong).

## Économie

### Emploi
En 2016, la population âgée de 15 à 64 ans s'élevait à 839 personnes, parmi lesquelles on comptait 72,6% d'actifs dont 62,1 % ayant un emploi et 10,5 % de chômeurs.
On comptait 412 emplois dans la zone d'emploi contre 453 en 2011. Le nombre d'actifs ayant un emploi résidant dans la zone d'emploi étant de 525, l'indicateur de concentration d'emploi est de 78,5 %, ce qui signifie que la zone d'emploi offre un peu plus de trois emplois pour quatre habitants actifs.

### Entreprises et commerces
Au 31 décembre 2015, Vallon-en-Sully comptait 163 établissements : 18 dans l’agriculture-sylviculture-pêche, 12 dans l'industrie, 11 dans la construction, 96 dans le commerce-transports-services divers et 26 étaient relatifs au secteur administratif.
En 2018, 10 entreprises ont été créées à Vallon-en-Sully, dont 5 entreprises individuelles.

## Culture locale et patrimoine

### Lieux et monuments
- Église Saint-Blaise, à clocher octogonal, du XIIe siècle. Elle est un des joyaux de l'art roman en Bourbonnais. Elle est classée monument historique en 1889.
- Canal de Berry (Location de bateaux électriques).
- Château du Creux.
- Château de la Lande (XVe siècle).
- Château de Peufeilhoux. MH.
- Château des Prugnes.
- Château de la Guierche des XVe – XVIe siècles situé au sud du bourg au bord d'un petit étang. L'édifice se présente sous la forme d'une enceinte quadrangulaire dominée à un angle par un donjon cylindrique[46].
- Musée des Maquettes animées, créé par Pierre Cognet. Les maquettes représentent les métiers traditionnels et des scènes de la vie quotidienne.
- L'atelier du peintre (maison typique bourbonnaise).
- L'Española, une flûte berrichonne, péniche typique du canal de Berry[47].

### Personnalités liées à la commune
- Alain-Fournier[pourquoi ?].
- Lucien Pénat (1873-1955), artiste peintre, dessinateur et Premier Grand prix de Rome de gravure en 1902, né à Vallon-en-Sully.
- Robert Villatte des Prûgnes (1869-1965), chef d'escadron d'artillerie pendant la Grande Guerre (4 ans sur le front), décoré de la Légion d'honneur et de la Croix de guerre (4 citations), écrivain spécialiste de cynégétique, sujet sur lequel il écrivit plus de 80 ouvrages. Passionné de nature, il fit don de sa collection d'animaux naturalisés à la ville de Montluçon. Maire de Vallon-en-Sully pendant l'Occupation, mais modéré vis-à-vis du régime de Vichy, il ne fut pas inquiété à la Libération. Né à Montluçon, il a vécu et est décédé à Vallon-en-Sully.

### Héraldique
|  | Les armes de la commune se blasonnent ainsi : Écartelé au 1er d’azur à la fasce d’argent accompagnée de quatre étoiles d’or, ordonnées 1 et 3 ; au 2e de gueules à la couronne de laurier d’or, au 3e de gueules au cor d’or virolé et lié du même, au 4e d’argent à la fasce de gueules. |